# Hetreulophus bifasciatifrons
Hetreulophus bifasciatifrons är en stekelart som beskrevs av Girault 1915. Hetreulophus bifasciatifrons ingår i släktet Hetreulophus och familjen puppglanssteklar. Inga underarter finns listade i Catalogue of Life.